# ノートルダム・ド・パリ

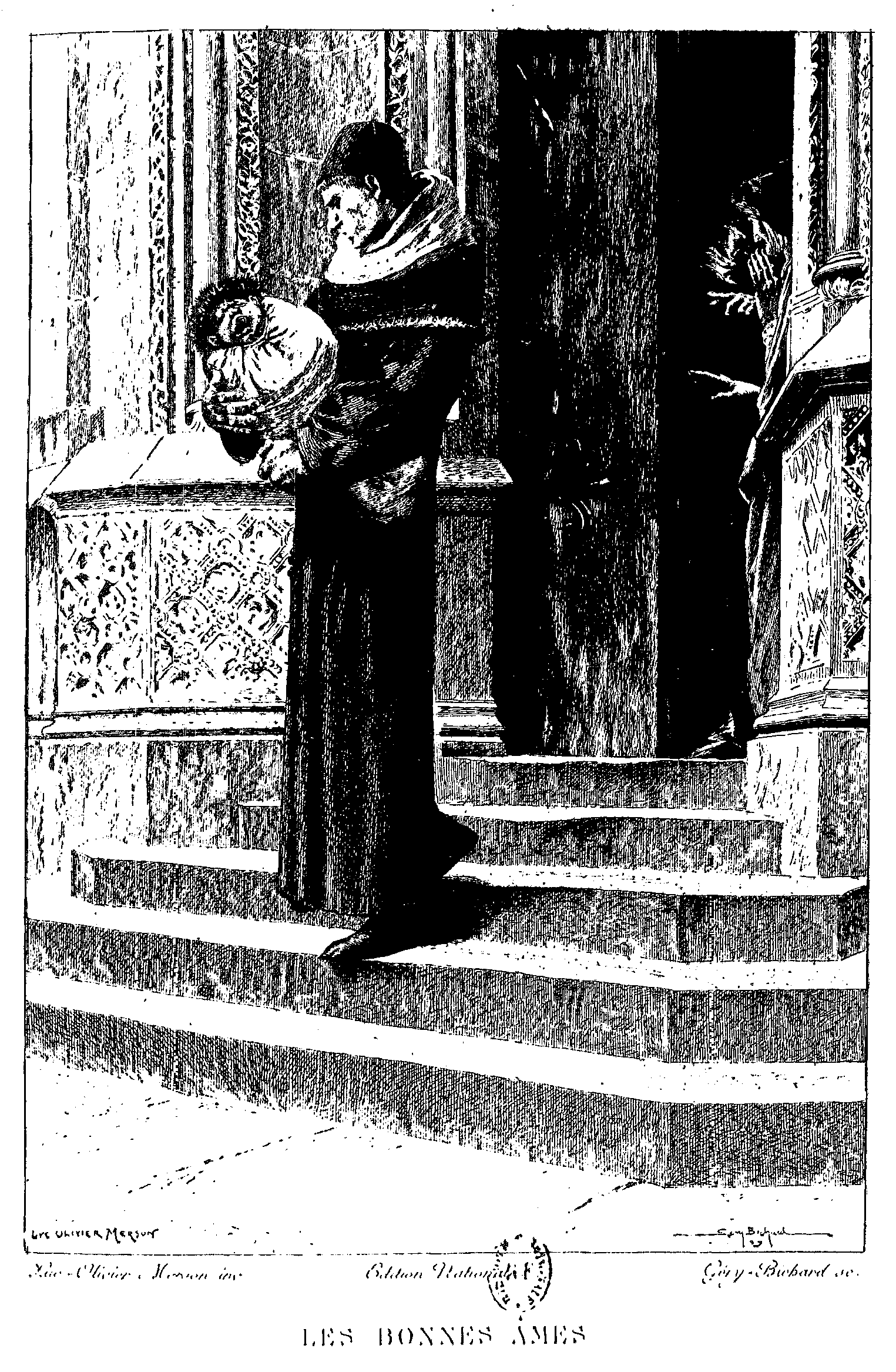
カジモドを拾うフロロ、第4章の挿絵。リュック＝オリヴィエ・メルソン画

『ノートルダム・ド・パリ』（Notre-Dame de Paris）は、ヴィクトル・ユーゴーのゴシック小説。『ノートルダムのせむし男』の邦題でも知られている。出版は1831年。

## あらすじ

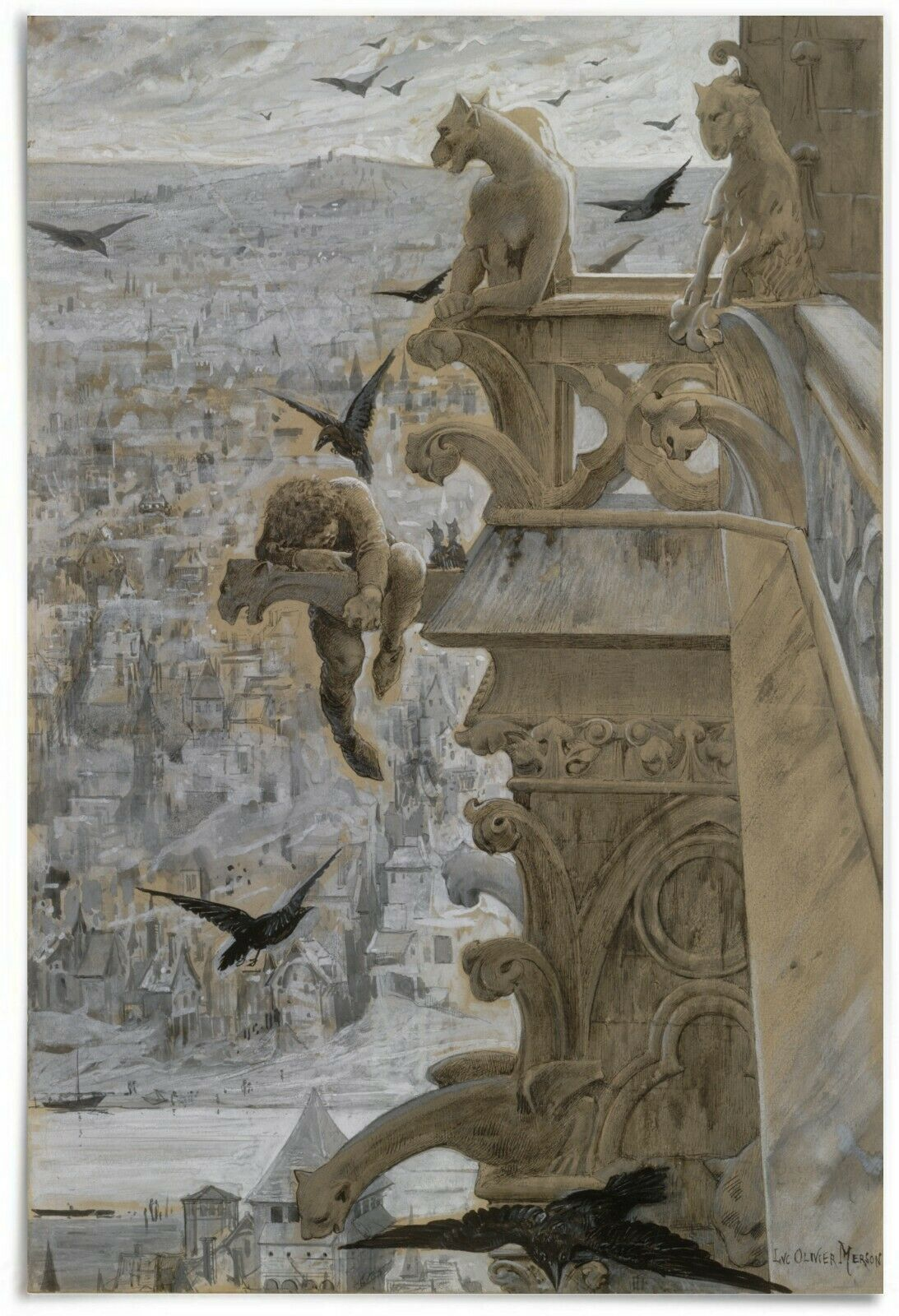
ガーゴイルに腰掛けるカジモド。リュック＝オリヴィエ・メルソン画

舞台は荒んだ15世紀（1482年）のパリ。教会の持つ権限が、弾圧と排除を生み出す時代の物語。
ノートルダム大聖堂の前に、一人の醜い赤ん坊が捨てられていた。彼は大聖堂の助祭長、フロロ（Frollo）に拾われ、カジモド（Quasimodo）という名をもらう。彼は成長し、ノートルダムの鐘つきとなる。

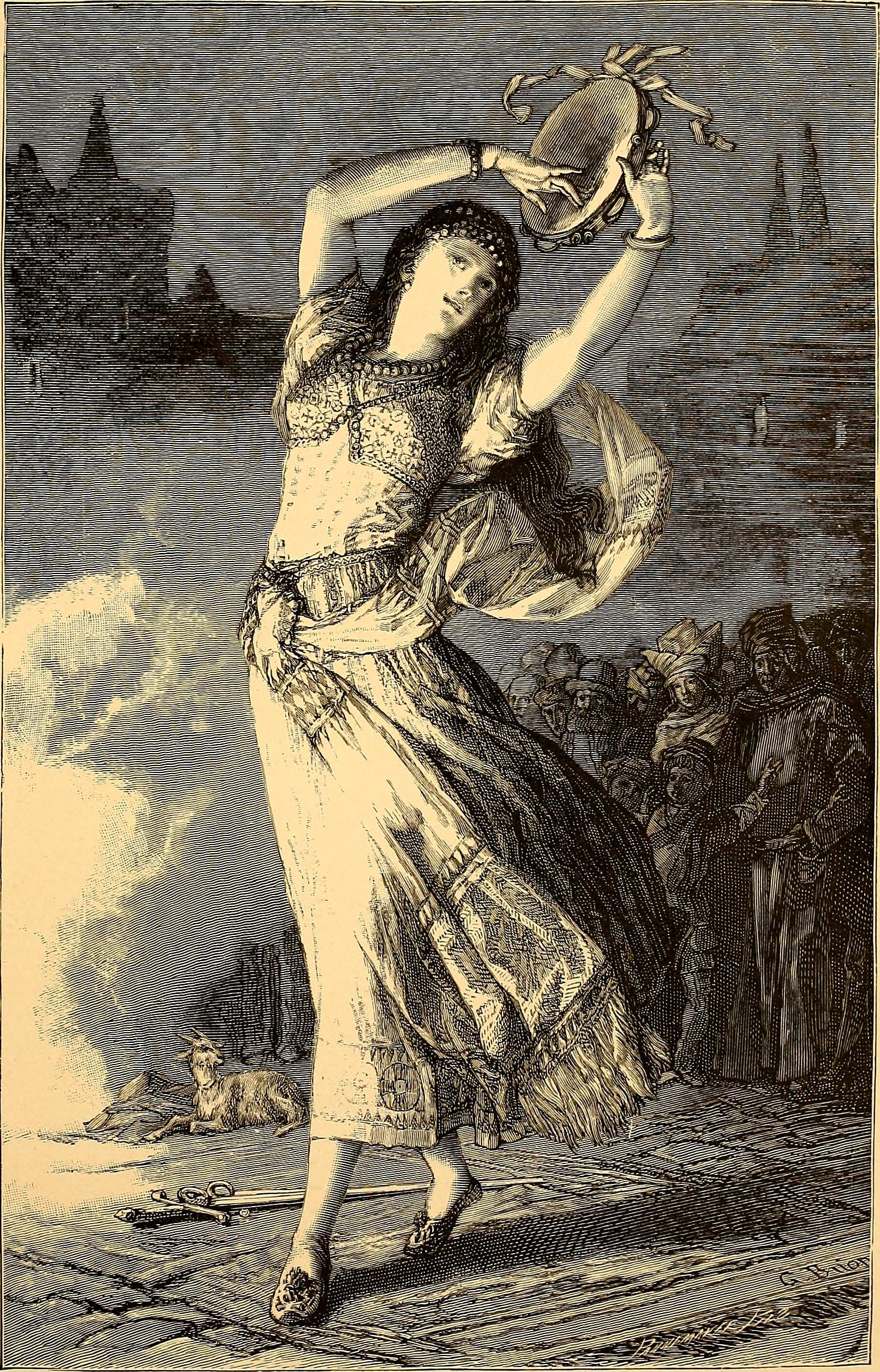
エスメラルダ。ギュスターヴ・ブリオン画 (1892年)

パリにやって来た美しいジプシーの踊り子エスメラルダ（Esmeralda）に、聖職者であるフロロは心を奪われる。欲情に悩み、ついにはカジモドを使ってエスメラルダを誘拐しようとする。
しかしカジモドは捕らえられ、エスメラルダは衛兵フェビュス（Phoebus）に恋するようになる。フェビュスとエスメラルダの仲は深まるが、実はフェビュスは婚約者がいる不実な男だった。

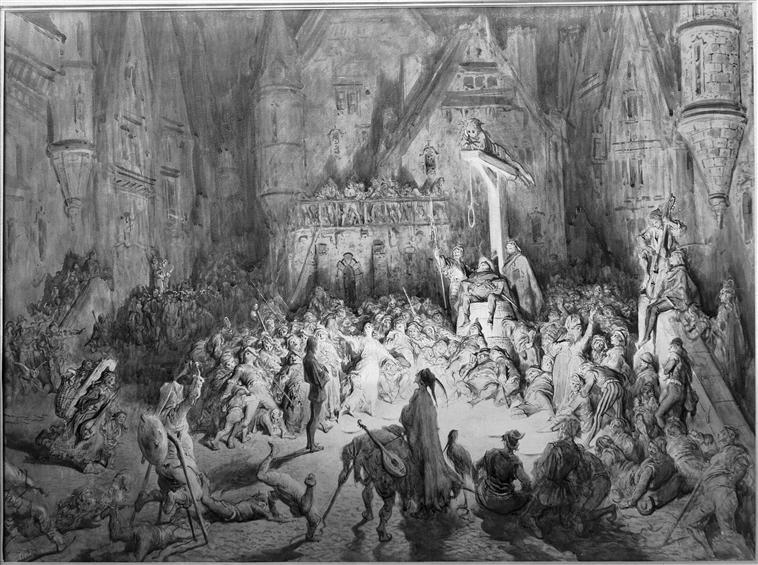
奇跡御殿ギュスターヴ・ドレ画

捕らえられたカジモドは広場でさらし者になるが、ただ一人エスメラルダだけは彼をかばう。
カジモドは人間の優しさを生まれて初めて知り、彼女に恋をする。フロロも彼女に想いを募らせるが、エスメラルダの心はフェビュスにある。フロロは逢引をするふたりをつけて行き、フェビュスを刺して逃げる。エスメラルダはフェビュス殺害未遂の濡れ衣を着せられ、魔女裁判の元に死刑が言い渡される。
カジモドはエスメラルダを救いノートルダム大聖堂にかくまう。しかし、エスメラルダはカジモドのあまりの醜さにまともに顔を見ることすらできなかった。
フロロはパリの暴動の矛先をノートルダム大聖堂に向けさせ、混乱の中エスメラルダを連れ出し、助命と引き換えに愛人になるよう迫るが、彼女はフェビュスを刺したフロロを拒んだ。フロロは彼女を衛兵に引き渡し、エスメラルダは兵士達に捕まり、処刑される。
大聖堂の塔の上からそれを見届けるフロロを、カジモドは塔から突き落として殺す。
数年後、処刑場を掘り起こすと、白い服装をしていた女性エスメラルダと思われる白骨に、異様な骨格の男の白骨が寄り添っており、それらを引き離そうとすると、砕けて粉になってしまった。

## 主な登場人物

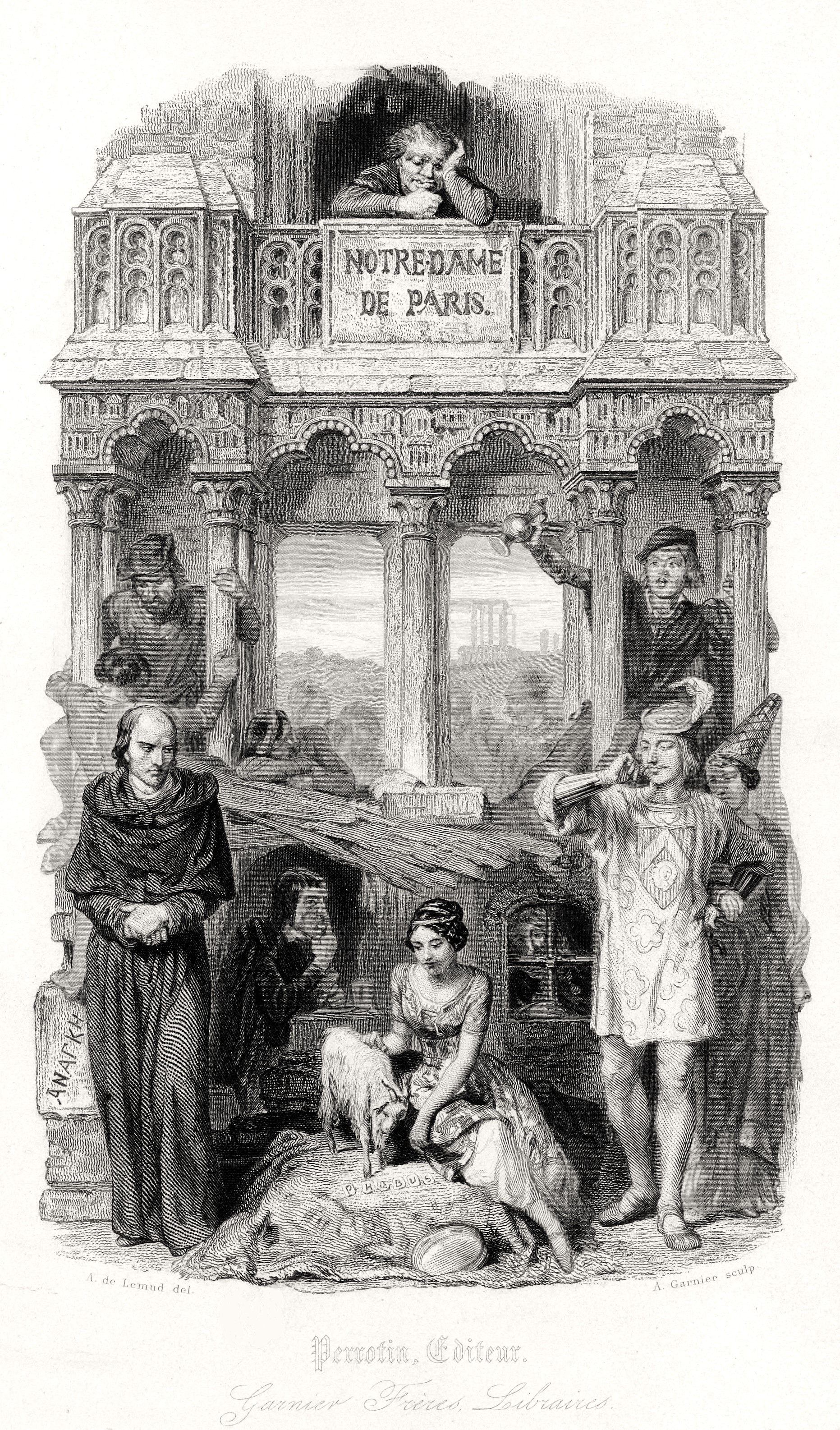
エメ・ド・レムード画主要な登場人物の口絵（1844年）

エスメラルダ
美しく純真なジプシーの娘。フェビュス、カジモド、フロロの3人から思いを寄せられる。16歳。ヤギのジャリを連れている。
カジモド
ノートルダム大聖堂の鐘つき男。捨て子だったところをフロロに拾われたが、背中と眼の上に瘤があり非常に醜い外見から、不完全という意味のカジモドと名付けられ、大聖堂の屋上から外から出されずに育てられる。育ての親・フロロだけを慕い二人の関係は主人と飼い犬のようであった。20歳。
クロード・フロロ
カジモドの養父。幼い頃から両親から聖職者になるように育てられ、ひたすら学問に励んだ。その甲斐もありジョザの司教補佐の地位を得る。エスメラルダへの愛と神への献身との間で苦しむ。36歳。
フェビュス・ド・シャトーペール
王室射手隊の隊長。颯爽とした美男で婚約者がいるが、エスメラルダにも恋の触手を伸ばす女癖の悪い人物。
クロパン・トルイユフー
悪党の巣窟「奇跡御殿」の長。
ピエール・グランゴワール
おしゃべりの自称詩人・哲学者。「奇跡御殿」で絞首刑になりかけたところをエスメラルダに助けられ、仮の夫婦となる。ジャリを気に入っている。26歳。
フルール=ド=リス
フェビュスの婚約者。フェビュスが自分ではなくエスメラルダに興味を持っていることから、深い嫉妬心を燃やす。
ジャン・フロロ・ド・モランディノ
クロード・フロロの年の離れた弟。生後間もなく両親と死別し兄に養育されるが、甘やかされ不良学生になってしまった。16歳。
ギュデュール
ロラン塔のおこもり女。ジプシーを毛嫌いしている。幼い娘をさらわれた経験がある。

## 日本語訳
- 『ノートル=ダム・ド・パリ』 辻昶・松下和則訳、「ヴィクトル・ユゴー文学館（第5巻）」潮出版社  2000年／岩波文庫（上下、新訂版）、2016年5月-6月
  - 初訳は1950年に河出書房で刊行、第1〜6編を辻昶、第7〜11編を松下和則が分担訳

改訳され岩波文庫、研秀出版社、潮出版社、講談社「世界文学全集」で出版された
- 『ノートル=ダム・ド・パリ』大友徳明訳、角川文庫、2022年2月
読みやすくした抄訳版で、原書挿絵を収録

## 「ノートルダム・ド・パリ」を基にした作品
悲劇的な結末である原作に対し、ラストをハッピー・エンドにしたり、フェビュスが善人でフロロが悪役である作品が少なくない。また、本作のカジモドを元にユニバーサル映画では「せむし男」としてモンスター映画の派生作品が複数作られており、『フランケンシュタイン』の助手としてせむし男が登場するのが定番化して行くこととなる。

### 映画
- 『ノートルダムの傴僂男』（原題：The Hunchback of Notre-Dame、1923年、アメリカ、白黒サイレント）
  - 監督：ウォーレス・ワースリー
  - 出演：ロン・チェイニー（カジモド）、パッツィ・ルース・ミラー（エスメラルダ）、ノーマン・ケリー（英語版）（フェビュス）、ブランドン・ハースト（フロロ）
- 『ノートルダムの傴僂男』（原題：The Hunchback of Notre-Dame、1939年、アメリカ、白黒）
  - 監督：ウィリアム・ディターレ
  - 出演：チャールズ・ロートン（カジモド）、モーリン・オハラ（エスメラルダ）、セドリック・ハードウィック（フロロ）
- 『ノートルダムのせむし男』（原題：Notre-Dame de Paris、1956年、フランス、カラー）
  - 監督：ジャン・ドラノワ（英語版）
  - 出演：ジーナ・ロロブリジーダ（エスメラルダ）、アンソニー・クイン（カジモド）、アラン・キュニー（フロロ）
- 『ノートルダムの鐘つき男／報われぬ愛の物語（英語版）』（原題：The Hunchback of Notre-Dame、1982年、アメリカ、カラー、テレビ映画）
  - 監督：マイケル・タクナー（英語版）
  - 出演：アンソニー・ホプキンス（カジモド）、レスリー＝アン・ダウン（エスメラルダ）、デレク・ジャコビ（フロロ）
- 『ノートルダムの鐘』（原題：The Hunchback of Notre Dame、1996年、アメリカ、カラー、アニメ映画）
  - ディズニーの長編アニメーション作品。
  - 監督：ゲイリー・トルースデール（英語版）、カーク・ワイズ（英語版）
- 『ノートルダム』（原題：The Hunchback、1997年、アメリカ、カラー、テレビ映画）
  - 監督：ピーター・メダック
  - 出演：マンディ・パティンキン（カジモド）、リチャード・ハリス（フロロ）、サルマ・ハエック（エスメラルダ）

### オペラ
- 『ラ・エスメラルダ』（La Esmeralda）
  - 音楽：ルイーズ・ベルタン（フランス語版、英語版）
  - 初演：1836年11月14日（パリ国立歌劇場）
  - 台本：ヴィクトル・ユーゴー

- 『エスメラルダ（ドイツ語版）』（Esmeralda）
  - 音楽：アレクサンドル・ダルゴムイシスキー
  - 初演：1847年12月17日（ボリショイ劇場）
  - 台本：アレクサンドル・ダルゴムイシスキー

- 『エスメラルダ（英語版）』（Esmeralda）
  - 音楽：アーサー・ゴーリング・トーマス
  - 初演：1883年3月26日（ロイヤル・ドルリー・レーン劇場（英語版））
  - 台本：テオ・マーツィアルズ （英語版）とアルベルト・ランデッガー（英語版）

- 『ノートルダム』
  - 音楽：フランツ・シュミット
  - 初演：1914年4月1日（ウィーン宮廷歌劇場）
  - 台本：レオポルト・ウィルク、フランツ・シュミット

### バレエ
- 『エスメラルダ』（La Esmeralda）
  - 台本・振付：ジュール・ペロー
  - 音楽：チェーザレ・プーニ
  - 初演：1844年3月9日（ロンドン王立劇場）
  - 現在は1866年にプティパがマリインスキー劇場での全幕改訂上演に際して新たに振付けたグラン・パ・ド・ドゥが、ガラ公演等で披露されることが多い。
- 『ノートルダム・ド・パリ』（Notre-dame de Paris）
  - 台本・振付：ローラン・プティ
  - 音楽：モーリス・ジャール
  - 衣装：イヴ・サン＝ローラン
  - 初演：1965年12月11日（パリ・オペラ座）
  - 牧阿佐美バレヱ団などがレパートリーとしている。
  - DVD化されている1996年の舞台では、エトワールとして、エスメラルダ役にイザベル・ゲラン、カジモド役にニコラ・ル・リッシュ、フロロ役にローラン・イレール、フェビュス役にマニュエル・ルグリが出演している。

### ミュージカル
- 『ノートルダム・ド・パリ』
  - 作詞：リュック・プラモンドン、作曲：リシャール・コッシアンテ
  - 1998年9月16日にパリで初演を迎え、ヨーロッパを中心に世界各国で上演された。
- 『ノートルダムの鐘』
  - 概ね長編アニメ版がベースとなっているが、一部のキャラクター設定やストーリー展開が変更されていて原作のダークな要素を強調した内容となっており、結末も原作を踏襲している。
  - 作曲はアラン・メンケン、作詞はスティーヴン・シュワルツ、脚本はピーター・パーネル、演出はスコット・シュワルツ、製作はディズニー・シアトリカル・プロダクションズが担当し、2014年にアメリカで初演[2]。
  - 日本では、劇団四季公演として、2016年12月11日に初演[2]。

## 作品論
- 鹿島茂『大聖堂物語　ユゴー「ノートル＝ダム･ド･パリ」』（NHK出版、2019年8月）

元版は「100分de名著」2018年2月度 放送テキスト